# فیلیپ جورجویچ
فیلیپ جورجویچ (صربی: Филип Ђорђевић؛ زادهٔ ۲۸ سپتامبر ۱۹۸۷) بازیکن فوتبال اهل صربستان است.

## باشگاهی
از باشگاه‌هایی که در آن بازی کرده‌است می‌توان به ستاره سرخ بلگراد، نانت، لاتزیو و کیه‌وو ورونا اشاره کرد.

## تیم ملی
وی همچنین در تیم ملی فوتبال صربستان بازی کرده است.